# حمور زیاده
حَمور زیاده (به عربی: حمّور زیاده- متولد ۱۹۷۹- ام درمان) نویسنده و رمان‌نویس سودانی است که ساکن قاهره می‌باشد.

## زندگی‌نامه
حمور زیاده در سال ۱۹۷۹م در ام درمان خارطوم متولد شد. او در سودان درس خواند به و نویسندگی روی آورد؛ ولی به سبب برخی نوشته‌هایش که به نقد برخی آموزه‌های اسلامی پرداخته مجبور شد سودان را ترک گفته و ساکن مصر شود.

## مقالات و کتاب‌ها
حمور زیاده چندین کتاب و مقالات بسیاری از جمله در هفته نامه روز الیوسف دارد. معروف‌ترین اثر وی شوق الدرویش است که به تاریخ معاصر سودان و معرفی قاهره و از جمله یادکرد نهضت مهدی سودانی می‌پردازد. وی به سبب این رمان برنده مدال ادبی نجیب محفوظ در سال ۲۰۱۴م شد.
از آثار وی می‌توان این موارد را ذکر نمود:
- شوق الدرویش این اثر در سال ۱۳۹۷ توسط عظیم طهماسبی با عنوان «درویش عاشق» به فارسی ترجمه و در انتشارات نیلوفر منتشر شده‌است.
- الکنج
- الغرق
- النوم عند قدمی الجبل
- سیره أم درمانیه